# Giovanni de Surdis Cacciafronte
Giovanni de Surdis Cacciafronte (Cremona, 1125 – Vicenza, 16 marzo 1184) è stato un vescovo cattolico italiano.

## Biografia
Nacque a Cremona intorno al 1125 ed entrò giovanissimo nell'Ordine di San Benedetto, dove fu abate del monastero di San Lorenzo dal 1155 al 1159, rivelando capacità amministrative e grande carità verso i poveri.
Nel corso delle lotte tra l'imperatore Federico I Barbarossa e il papa Alessandro III si adoperò in favore di quest'ultimo con la predicazione e le pubbliche dispute, tanto da venire espulso dalla filoimperiale città di Cremona in un eremo ai confini con il Mantovano.
Alessandro III premiò la sua fedeltà, assegnandogli il monastero di Ulmineto e successivamente chiamandolo a reggere dapprima la diocesi di Mantova - al posto del vescovo Graziadoro, che aveva aderito allo scisma dell'antipapa Vittore IV e dei suoi successori - e poi nel 1179 quella di Vicenza.
A Vicenza egli si distinse per l'impegno nella riorganizzazione del dissestato patrimonio ecclesiastico e per l'assidua attività pastorale. Lottò strenuamente per la libertà della Chiesa locale che i signori e i nobili della città cercavano in tutti i modi di spogliare, usurpando feudi e castelli e togliendogli il controllo delle chiese.
Pur cercando di ripristinare il potere vescovile sulla città, rimase monaco nello stile di vita, nella celebrazione della liturgia, nella preghiera e nella predicazione. Come fu testimoniato nel processo iniziato nel 1222-23 per la sua canonizzazione, prediligeva e nutriva i poveri facendo loro distribuire in tempo di carestia il raccolto delle terre vescovili, vestendoli con panni acquistati a sue spese, onorandoli con la lavanda dei piedi. Volle ravvivare nei fedeli il culto ai Santi Felice e Fortunato e, per rendere loro più agevole il percorso fino alla basilica, fece lastricare a proprie spese la strada che la univa alla città.
Nella sua passione per la Chiesa cercò di combattere gli eretici - che si erano ben radicati a Vicenza, dove esisteva una chiesa catara con un proprio vescovo - e a questo scopo nel 1184 fondò in città una scuola di teologia per la formazione del clero, alla direzione della quale chiamò un teologo dalla Lombardia.
Era il tempo delle discordie tra guelfi e ghibellini, tra la pars episcopi e la pars comitis (anche se alcuni dei suoi esponenti erano vassalli del vescovo). Dopo il 1180 quest'ultima fazione, che prima prevaleva, fu sconfitta ed esiliata. Forse per vendetta o nel tentativo di riprendere il potere in città, fu ordinata l'esecuzione a tradimento di Cacciafronte il 16 marzo 1184, mentre si recava a visitare la nuova scuola che aveva fondato in compagnia di Arrigo da Creazzo e Giovanni di Malaterra.
Non fu mai attribuita con certezza la responsabilità materiale dell'uccisione - la voce popolare ritenne che il sicario fosse un certo Pietro di Pietramala, oggi Priabona - ma dai documenti pontifici si evince che il papa ritenne che i veri mandanti fossero il conte Uguccione e un gruppo di vassalli, tanto che essi furono privati dei feudi detenuti dal vescovo e dei relativi benefici. Una punizione confermata negli anni seguenti dal papa Celestino III e da Innocenzo III, che la estendeva anche agli eredi dei congiurati.

## Culto

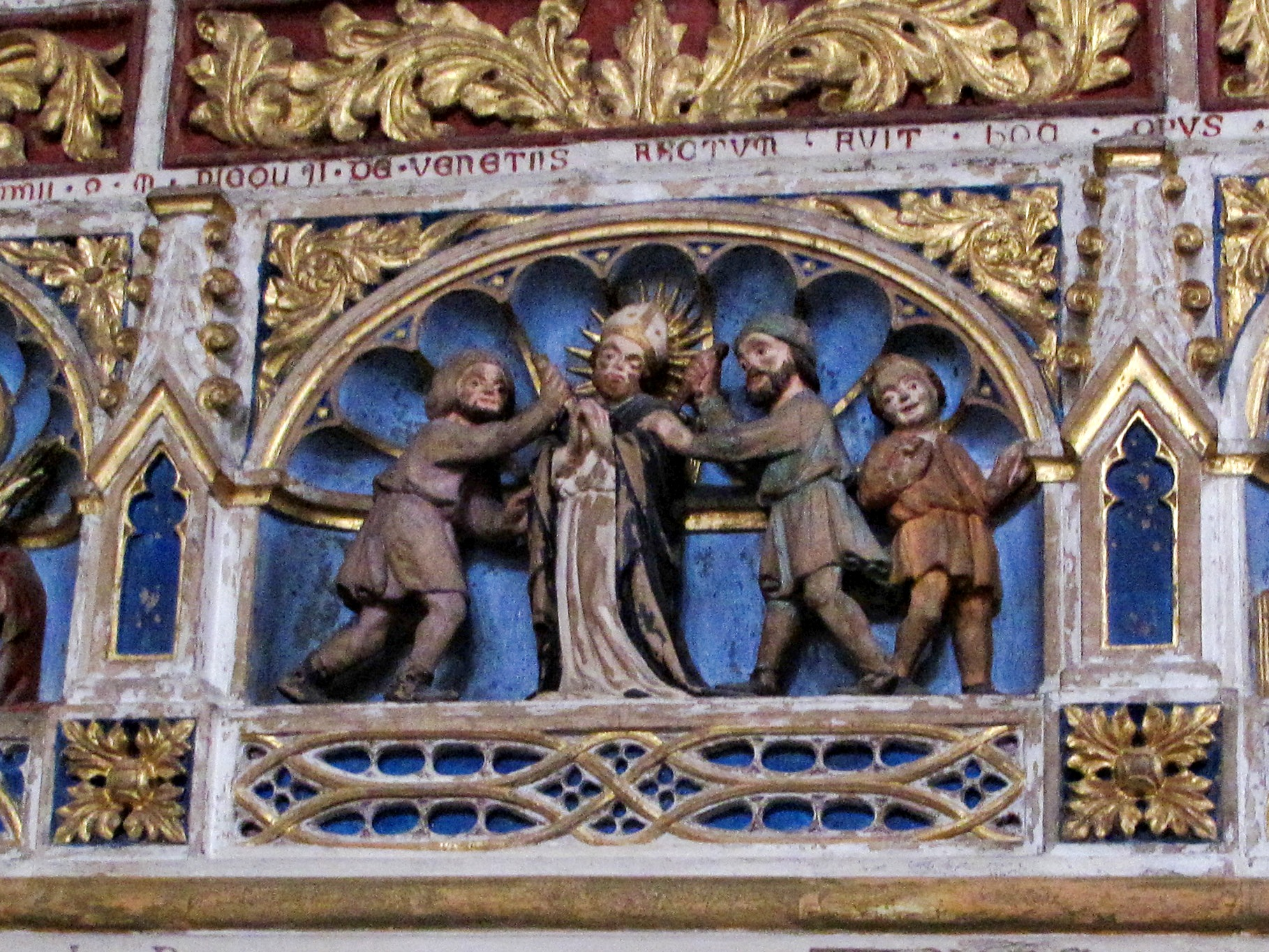
Cattedrale di S. Maria Annunciata - Pala della Cappella dell'Incoronata (dettaglio) - Assassinio del vescovo Cacciafronte, opera di Antonino fu Nicolò da Venezia, 1448.

I vicentini cominciarono ben presto a ritenere Giovanni de Surdis Cacciafronte santo e martire dei diritti e della libertà della Chiesa e a invocarne l'intercessione.
Nel 1222 il vescovo Zilberto si rivolse al papa Onorio III per chiedere la canonizzazione di Cacciafronte e l'anno seguente iniziò l'indagine circa suoi i meriti in vita e i miracoli avvenuti - per sua intercessione - dopo la morte.
La relazione del processo che ci è pervenuta delinea la sua figura come quella di un ecclesiastico che era vissuto "bene et honeste", da "uomo cattolico" e "caritativus", zelante per il bene del suo monastero e per la "libertas Ecclesiae", ma non fa cenno al martirio. Secondo Cracco quindi, un "modello di ascesi monastica e di ministero sacerdotale, di preghiera e di penitenza e di carità al servizio della chiesa di Roma" superato dai tempi, un modello che, pur venerato nella sua città, non era più da proporre alla Chiesa universale e quindi la canonizzazione non giunse a compimento.
Il suo corpo fu tumulato dapprima nel coro della Cattedrale di Santa Maria Annunciata e poi, nel 1441, traslato nella Cappella dell'Incoronata a cura della Fratalea S. Mariae de Domo, che scelse Cacciafronte come particolare patrono. Era il momento in cui rifioriva la devozione verso i santi locali; la fratalea, o fraglia, nel 1448 fece scolpire la pala della propria cappella dal maestro lapicida Antonino fu Nicolò da Venezia e, nella cornice in pietra, vi fece ricavare cinque piccole edicole: nella centrale è ritratto Cacciafronte, mentre viene colpito dai sicari, nelle altre sono raffigurati i santi allora particolarmente venerati a Vicenza.
Nel 1580 la Fraglia divenne la Confraternita del Gonfalone, cui partecipavano il popolo, alcune delle famiglie nobili della città e canonici della cattedrale. Questa si fece promotrice del culto a Cacciafronte: fece collocare la sua statua - insieme a quella dell'altro patrono San Bonaventura - ai lati dell'altare nel proprio oratorio, dove era esposta in evidenza una tavola, in cui erano elencati i prodigi e le grazie ottenute per intercessione del beato vescovo. La sua immagine figurava sul retro del gonfalone della Confraternita, che sul davanti portava quella della Vergine.
La confraternita cercò di riprendere il processo di canonizzazione nel 1647, ma esso si arenò nuovamente. Solo nel 1824, durante la Restaurazione e sotto il dominio asburgico, quando vi fu un recupero della storia e delle devozioni locali, i membri della Confraternita - ormai disciolta dai decreti napoleonici - che erano confluiti in quella del Santissimo Sacramento riuscirono a ottenere la beatificazione. Il papa Leone XII approvò la messa e l'ufficio in onore del beato Cacciafronte, autorizzando che se ne celebrasse la festa delle diocesi di Cremona, Mantova e Vicenza.
In suo ricordo. all'esterno dell'abside della cattedrale, sono collocate una statua e una lapide. La festa liturgica è fissata al 16 marzo.